# Hortensio Quijano
Juan Hortensio Quijano (Curuzú Cuatiá, Corrientes, Argentina, 1 de junho de 1884 - Buenos Aires, 3 de abril de 1952) foi um advogado e político argentino que atuou como Ministro do Interior e vice-presidente no governo do presidente Juan Perón de 1946 até sua morte em 1952.

## Biografia

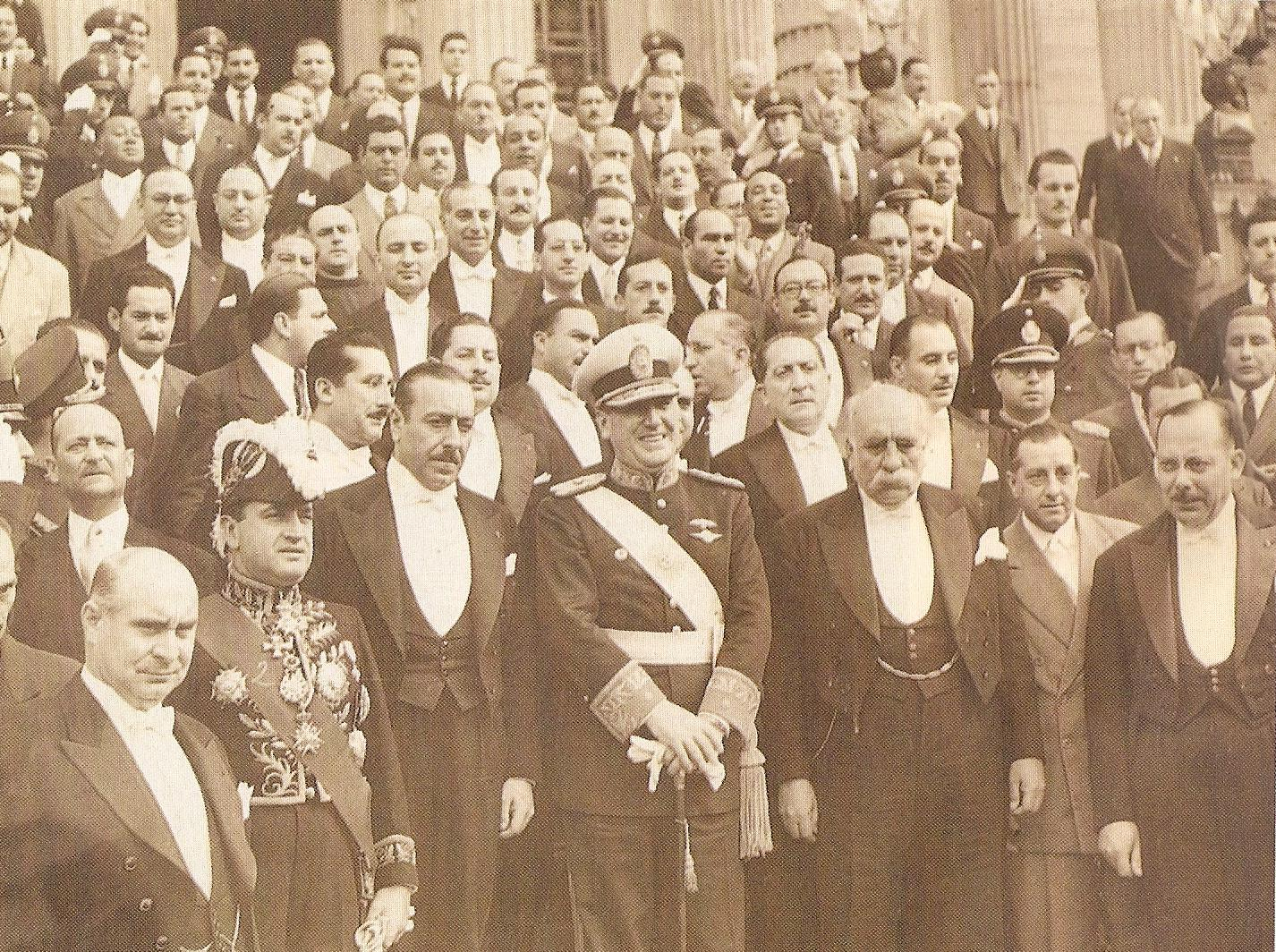
Hortensio Quijano (direita) com o general Juan Domingo Perón (centro) e Héctor José Cámpora no dia 4 de junho de 1946, após as eleições.

Juan Hortensio Quijano nasceu em Curuzú Cuatiá, na província de Corrientes, em 1 de junho de 1884. Estudou em Goya e depois no colégio La Fraternidad em Concepción del Uruguay, um dos colégios mais famosos e prestigiados da época.
Iniciou seus estudos universitários de advocacia na Universidade de Buenos Aires onde liderou uma greve estudantil em 1904. Em 1908 se tornou advogado e em 1919, obteve o doutorado de jurisprudência.
Se destacou como dirigente da União Cívica Radical em Corrientes. No início foi aliado de Hipólito Yrigoyen mas logo aderiu ao setor anti-personalista contrário ao yrigoyenismo.
Em 1918 foi candidato a governador de Corrientes pela União Cívica Radical, com Miguel Susini como vice-governador, mas foi derrotado. Trabalhou como aliado do presidente Marcelo T. de Alvear (1922-1928). Foi advogado da filial de Goya do Banco de la Nación Argentina. Em 1920, mudou-se para Chaco, onde se dedicou a atividade agro-florestal, deixando o seu escritório em Corrientes. Fundou o Banco Popular e a a Ordem Rural de Corrientes. Foi presidente da Ordem Rural de Resistencia (1936-1949). Durante a Revolução de 43 dirigiu o grupo de radicais que apoiou a Juan Domingo Perón, chegando a ser o Ministro do Interior do residente Edelmiro J. Farrel, cargo que exerceu entre 4 de agosto e 31 de outubro de 1945.
Em outubro de 1945 fundou a Unión Cívica Radical Junta Renovadora, com Armando Antille, Juan Isaac Cooke, Eduardo Colom, entre outros, e apoiou a candidatura presidencial de Perón para as eleições de 1946, assim como o Partido Trabalhista e o Partido Independente. Na campanha eleitoral Quijano manteve o foco em viajar por todo o país em busca de radicais para se juntar ao novo grupo político e a obter apoio de uma linha de grande notoriedade. Em 24 de fevereiro de 1946, foi eleito como vice-presidente de Juan Domingo Perón triunfando sobre a União Democrática que tinha como candidatos José Pascual Tamborini e Enrique Mosca.
Uma de suas ações mais importantes como vice-presidente, foi o aprofundamento das relações com o Brasil. O que levou ao Pacto do ABC (Argentina, Brasil e Chile) criado durante o governo de Perón.
Em 1951 foi candidato a reeleição como vice-presidente na chapa de Perón, após a renúncia de Eva Perón a candidatura. Internado desde janeiro no  Sanatório Podestá, faleceu no dia 3 de abril de 1952, como vice-presidente antes de assumir o seu segundo mandato. O cargo ficou vago até 1954, ano em que ocorreram eleições para eleger o vice-presidente, resultando na eleição do almirante Alberto Teisaire.

## Ferrovia Quijano
Muitas derrotas eleitorais e a sua viuvez prematura fizeram com que Quijano se envolvesse em atividades produtivas através da operação de moinhos, serrarias e de descaroçar algodão na região do Chaco. Seus campos eram localizados ao norte da cidade de Lapachito nas ligas 55, 64, 72 e 83 que formam uma faixa de 20 km do solo produtivo no território chaqueño. Quijano projetava a construção de uma estação ferroviária perto do Ferrocarril General Manuel Belgrano em El Zapallar (atual localização de General José de San Martín), com uma distância de 75 km ao Norte.